# Maison 't Bieken
La Maison 't Bieken est un immeuble de style Art nouveau réalisé par l'architecte Ernest Delune à Uccle en Belgique (région de Bruxelles-Capitale).
Elle est reprise sur la liste des monuments classés d'Uccle depuis le 13 juillet 2006.

## Situation
Cet immeuble est situé au numéro 90 de l'avenue Winston Churchill à Uccle.

## Description
Ce bâtiment possède deux travées de largeur différente et trois niveaux élevés en pierre de France. Il est représentatif de l'art nouveau géométrique teinté d'éclectisme à Bruxelles.
La travée de gauche se distingue au premier étage par la présence d'un bow-window sur l'allège duquel se trouve une abeille sculptée dans la pierre et surmontant le nom donné à cette maison : 'T BIEKEN. La signature de l'architecte apparaît à gauche de la baie du rez-de-chaussée. Cette baie en retrait est précédée de deux colonnes supportant le bow-window de l'étage..
Sur la travée de droite, on remarque à l'allège de la baie de chaque étage, une sculpture figurant une paire d'ailes posée au-dessus d'un cercle traversé par trois lignes verticales. Sous la corniche, l'entablement est orné d'un bas-relief formant des quadrilatères évoquant la ruche et ses alvéoles.

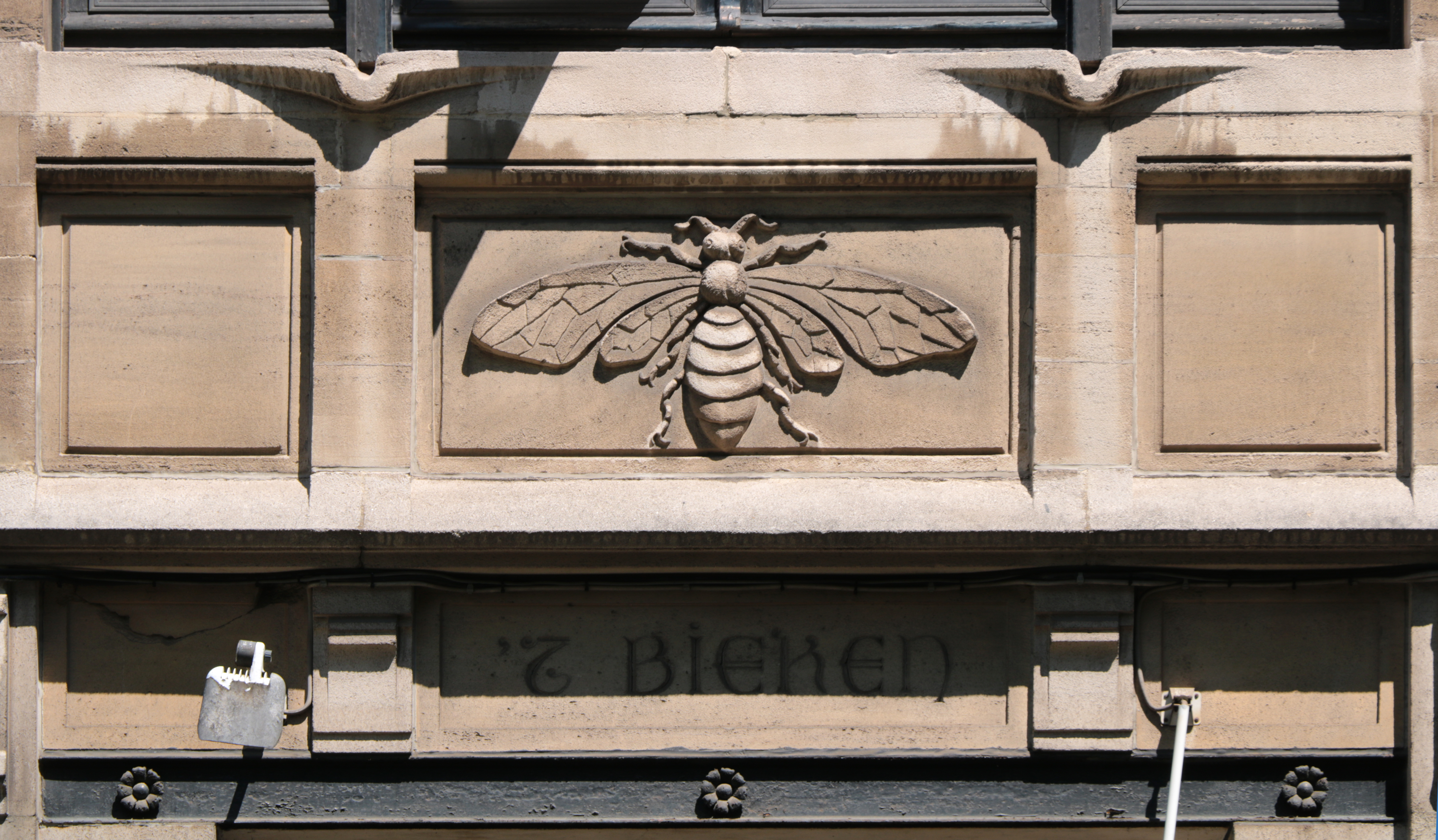
Bas-relief à l'abeille.

## Sources
- Marie Resseler, Top 100 Art nouveau/Bruxelles, Éditions Aparté, 2010, pages 62 et 63.
- http://www.irismonument.be/fr.Uccle.Avenue_Winston_Churchill.90.html